# 疊瓦結構
疊瓦結構（英語：imbrication）是一種沉積結構，由碎屑顆粒向同一方相互重疊倒塌，如同瓦片。一般在礫岩中常見到。疊瓦的類型一般與古水流向有關。 一般碎屑顆粒長軸方向與古水流方向一致。在冰川沉積物中礫岩向盆地傾斜，而三角洲礫岩可能相反。